# スノーパーク尾瀬戸倉
スノーパーク尾瀬戸倉（スノーパークおぜとくら）は、群馬県利根郡片品村にあるスキー場である。

## 概要
尾瀬・沼田エリアで最も早く開業したスキー場であり、このエリアのスキー場では最も北に位置する。
早くからスノーボードの全面滑走を受け入れていた。
パークに力を入れている。

## ゲレンデ
- 十二平ゲレンデ (中級 240m 平均斜度16.9度)
- ロマンスコース＆雪番長パーク (初級 2,200m 平均斜度13.4度)
- Aコース (上級 520m 平均斜度21.1度)
- パノラマ・かもしかコース (中級 1150m 平均斜度16.6度)
- レッスンゲレンデ (初級 325m 平均斜度8.8度)
- 富士見コース (中級 468m 平均斜度17.6度)
- ダイナミックコース (上級 1041m 平均斜度16.3度)
- 荒山コース (上級 925m 平均斜度16.0度)
- ダイヤモンドゲレンデ (中級 461m 平均斜度17.3度)
- ハーフパイプ跡地 (上級 120m 平均斜度16.5度)
- キッズパーク (すべり台、そり遊び)

## 交通
- 関越自動車道沼田ICより国道120号、国道401号を経由して約39km、約60分。途中の国道120号椎坂峠は凍結していることが多く難所となっていたが、2013年11月にトンネルが開通し、峠を通る必要がなくなりアクセスが向上した。

## 沿革
- 1962年(昭和37年) - 総評（日本労働組合総評議会）ほかの労働組合により設立された財団法人尾瀬勤労者休暇センターにより、尾瀬戸倉スキー場の名称で開業[1]。
- 1969年(昭和44年) - 片品村が2本のシングルリフトを掛け、こまくさゲレンデ・並木ゲレンデを開設(1990年代に廃止された模様)[2]。
- 2006年(平成18年) - 株式会社P&C尾瀬による経営に変わり、スノーパーク尾瀬戸倉に名称変更。